# NGC 1242
NGC 1242 ist eine Balken-Spiralgalaxie vom Hubble-Typ SBc im Sternbild Eridanus am Südsternhimmel. Sie ist schätzungsweise 177 Millionen Lichtjahre von der Milchstraße entfernt und hat einen Durchmesser von etwa 65.000 Lichtjahren. Gemeinsam mit NGC 1241 bildet sie ein wechselwirkendes Galaxienpaar. Gemeinsam mit NGC 1247, PGC 11824 und PGC 11937 bildet sie außerdem die NGC 1241-Gruppe.
Halton Arp gliederte seinen Katalog ungewöhnlicher Galaxien nach rein morphologischen Kriterien in Gruppen. Dieses Galaxienpaar gehört zu der Klasse Unklassifizierte Doppelgalaxien.
Im selben Himmelsareal befindet sich u. a. die Galaxie NGC 1237.
Das Objekt wurde am 15. Dezember 1786 von dem Astronomen Wilhelm Herschel entdeckt.